# Antihipertenziv
Antihipertenzivi je lekovi za lečenje hipertenzije (ili hipertonije), bolesti poznatije kao povišeni krvni pritisak. Pojam antihipertenzivi u kolokvijalnom razgovoru obično podrazumeva sve lekove koji se koriste za lečenje hipertenzije, međutim, treba reći da je pojam antihipertenzivi u pravilu rezervisan za one lekove za lečenje hipertenzije koji ne spadaju ni u jednu drugu grupu (diuretici, vazodilatatori, beta blokatori, blokatori kalcijumovih kanala, ACE inhibitori i ATII inhibitori). Stoga se može reći da su svi antihipertenzivi antihipertenzivni lekovi, ali nisu svi antihipertenzivni lekovi antihipertenzivi.
Postoje dokazi koji ukazuju da smanjenje krvnog pritiska za 5  može da umanji rizik moždanog udara za 34%, ishemijske bolesti srca za 21%, i da redukuje verovatnoću pojave dimencije, zatajenja srca, i mortaliteta uzrokovanog kardiovaskularnom bolešću.